# クリフォード・アーヴィング
クリフォード・マイケル・アーヴィング（Clifford Michael Irving、1930年11月5日 - 2017年12月19日）は、アメリカ合衆国の小説家、伝記作家である。20冊の小説を執筆したが、ハワード・ヒューズが語ったものをまとめた「自伝」と称するものを執筆したことで最も良く知られている。この自伝は1972年に出版される予定だったが、当のヒューズがその内容について糾弾し、出版社を訴えたことから、アーヴィングはこの自伝の内容が捏造であることを認めた。アーヴィングは2年半の禁錮刑となり、17か月間服役した。
アーヴィングは、捏造事件の顛末をまとめた『ザ・ホークス』(The Hoax)を1981年に執筆した。この本は、2006年に映画化され、リチャード・ギアがアーヴィングの役を演じた。
ジョン・ラックレス（John Luckless）の別名を持つ。

## 若年期と執筆のキャリア
アーヴィングはニューヨークで1930年11月5日に生まれた。父のジェイ・アーヴィングはイラストレーターで、『コリアーズ』の表紙やコミックストリップ"Pottsy"などを描いていた。1947年にニューヨークのハイスクール・オブ・ミュージック・アンド・アートを卒業した後、コーネル大学に入学し、英語を専攻した。
大学卒業後、『ニューヨーク・タイムズ』でコピー・ボーイ（雑用係）として働いているときに、最初の小説"On a Darkling Plain"（1956年）を発表した。その後、ヨーロッパを旅行中に2冊目の小説"The Losers"（1958年）を執筆した。3冊目の小説"The Valley"は西部の伝説に取材したもので、マグロウヒルから刊行された。
イビサ島で、アーヴィングはハンガリー出身の贋作画家、エルミア・デ・ホーリーと知り合いになった。ホーリーはアーヴィングに自身の伝記の執筆を依頼し、1969年に『贋作』(Fake!)として刊行された。2人はオーソン・ウェルズによる1974年の映画『オーソン・ウェルズのフェイク』(F for Fake)に本人役で出演している。

## 私生活
アーヴィングの最初の妻は女優のニーナ・ウィルコックス(Nina Wilcox)であるが、この婚姻は1952年に無効になった。その後、スペインのイビサ島でイギリス人のクレア・ライドン(Claire Lydon)と出会い、1958年に結婚してカリフォルニア州に移った。しかし、翌1959年5月8日、妊娠中だったクレアはカリフォルニア州ビッグサーで自動車事故に遭い亡くなった。
1962年、1年かけて世界一周旅行をし、カシミールのハウスボートに住んだ後、3番目の妻のイギリス人モデル、フェイ・ブルック(Fay Brooke)、および2人の間の息子のジョシュ(Josh)とともにイビサ島に戻った。フェイとは1965年に離婚した。
1967年、アーヴィングはスイスの芸術家、エディス・ソメル(Edith Sommer)と結婚し、2人の息子をもうけた。1970年代、アーヴィングはデンマークの女優ニーナ・ヴァン・パラントと長期間にわたり交際したと報じられている。エディスとは、時期は不明であるが離婚した。
1984年にイギリス人作家のモーリーン・"モイシュ"・アール(Maureen "Moish" Earl)と結婚し、1998年に離婚した。2人は主にメキシコ・グアナフアト州サン・ミゲル・デ・アジェンデに住んでいた。
アーヴィングは2017年12月19日にフロリダ州サラソータにおいて膵癌により87歳で死去した。

## ハワード・ヒューズの自伝の捏造
1958年、億万長者のハワード・ヒューズが引退し、公の場に姿を表さなくなった。1970年、スペインのパルマ・デ・マヨルカで、アーヴィングは生涯の友人となる児童書作家のリチャード・サスキンドと出会った。2人は、ヒューズの「自伝」を書くことを計画した。ヒューズが公の場から完全に身を引いていたので、このような本を出してもヒューズから訴えられることはないだろうと2人は信じていた。サスキンドは、ヒューズに関するニュースアーカイブの調査を行った。アーヴィングは、イビサ島に住む友人の芸術家や作家の協力も得ながら、『ニューズウィーク』誌に掲載されたヒューズの手紙を真似て、ヒューズからの手紙を捏造した。
アーヴィングはマグロウヒル社に連絡をとり、自分はヒューズとの間で文通をしており、ヒューズがデ・ホーリーについてのアーヴィングの本を称賛し、アーヴィングに自身の自伝を書かせることに興味を示していると述べた。マグロウヒルの編集者はアーヴィングをニューヨークに招き、ヒューズの自伝の執筆に関する契約を結んだ（契約書のヒューズのサインはアーヴィングが捏造したものだった）。マグロウヒルはヒューズに前金として10万ドル、執筆後に40万ドルを支払う契約だったが、アーヴィングはこの金額を76.5万ドルに引き上げる交渉をした。マクグロウヒルは「H・R・ヒューズ」宛の小切手で前金を支払い、アーヴィングのスイス人の妻エディスが「ヘルガ・R・ヒューズ」名義で開設したスイスの銀行の口座に入金された。

### 調査
ヒューズが保有する会社の代表が、アーヴィングらによるヒューズの自伝の出版の件を知り、その内容の真偽に疑問を持った。ヒューズに最後にインタビューしたことで知られるジャーナリストのフランク・マカロックは、ヒューズを名乗る人物からこの自伝についての抗議を受けたが、アーヴィングによる原稿を読んで、この原稿は本物であると確信した。
マグロウヒル社、およびこの自伝の抜粋を掲載する契約をしていた『ライフ』誌は、アーヴィングを擁護した。筆跡鑑定の専門家集団であるオズボーン・アソシエイツは、筆跡は本物であると宣言した。アーヴィングはポリグラフをつけて質問を受け、内容に一部矛盾はあったものの、嘘はついていないという結果になった。
1972年1月7日、ヒューズは7人のジャーナリストと電話による会談を行い、その模様がテレビで放映された。この会談でヒューズは、アーヴィングとは会ったことも文通をしたこともないと主張した。アーヴィングは、電話の相手は偽物だと主張したが、後にアーヴィングの主張の方が嘘であることが明らかになった。
ヒューズの弁護士チェスター・デイヴィスは、マグロウヒル社、ライフ誌、アーヴィングなどの関係者を提訴した。この時アーヴィングはイビサ島に戻っていた。スイス当局が「ヘルガ・R・ヒューズ」名義の銀行口座を捜査し、その預金者がアーヴィングの妻エディスであると特定されたことで、アーヴィングの捏造が明らかになった。

### 自白と裁判
1972年1月28日、アーヴィングは自伝の捏造を認めた。アーヴィングとサスキンドは「郵便を利用した詐欺」の罪で起訴され、6月16日に禁錮2年半の有罪判決が下った。アーヴィングは17か月間刑務所に入った。受け取った前金はマグロウヒル社に自主的に返納した。サスキンドは禁錮6か月の判決を受け、5か月間服役した。妻のエディスはアメリカとスイスで服役した。
アーヴィングは出所後に作家活動を再開し、1981年には捏造事件の顛末をまとめた『ザ・ホークス』(The Hoax)を執筆した。

## 映画
2005年、この捏造事件を題材としたラッセ・ハルストレム監督による映画『ザ・ホークス ハワード・ヒューズを売った男』の撮影がプエルトリコとニューヨークで開始された。アーヴィングはリチャード・ギア、サスキンドはアルフレッド・モリーナ、エディスはマーシャ・ゲイ・ハーデンが演じた。2007年3月、この映画の公開を前にして、アーヴィングの『ザ・ホークス』が復刊された。映画は2007年4月6日に公開された。
アーヴィング自身はこの映画について、自著の内容を歪曲したクリシェであって「捏造についての捏造」(a hoax about a hoax)だと評し、映画におけるサスキンド、エディス、および自分自身についての描写が「不正確であるというより不条理」(absurd even more than inaccurate)であると述べた。また、映画は自著の内容に忠実ではなく、実際には起きていない出来事が追加されていると述べた。

## 著作物
書籍
- On a Darkling Plain (1956) (also published in Canada as The Quick and the Loving)
- The Losers (1958)
- The Valley (1960)
- The 38th Floor (1965)
- The Battle of Jerusalem (1967)
- Spy (1968)
- Fake: The Story of Elmyr de Hory: The Greatest Art Forger of Our Time (1969)
  - 日本語訳：『贋作』 関口英男訳、早川書房、1970年
- Autobiography of Howard Hughes (1971)
- Project Octavio: The Story of the Howard Hughes Hoax (1972) with Richard Suskind
- The Death Freak (1976)（ジョン・ラックレス名義）
  - 日本語訳：『殺人よさらば』田中融二訳、集英社、1981年
- The Sleeping Spy (1979)
- The Hoax (1981)
  - 日本語訳：『ザ・ホークス（上・下）―世界を騙した世紀の詐欺事件』三角和代訳、ハヤカワ文庫、2007年
- Tom Mix and Pancho Villa (1981)
- The Angel of Zin (1983)
  - 日本語訳：『警部ナチ・キャンプに行く』中山善之訳、文春文庫、1986年
- Trial (1987)
  - 日本語訳：『トライアル』小西敦子訳、角川文庫、1992年
- Daddy's Girl: The Campbell Murder Case A True Tale of Vengeance, Betrayal, and Texas Justice (1988)
- Final Argument (1990)
- The Spring (1995)
- Boy on Trial (2004)
- Clifford Irving's Prison Journal, aka Jailing (2012)
- Bloomberg Discovers America (2012)

寄稿
- "History's Most Brazen Fakers". Hamilton, Charles. Great Forgers and Famous Fakes: The Manuscript Forgers of America and How They Duped the Experts. New York: Crown Publishers, 1980, pp. 166-171.